# Périers
Périers – miejscowość i gmina we Francji, w regionie Normandia, w departamencie Manche.
Według danych na rok 1990 gminę zamieszkiwało 2566 osób, a gęstość zaludnienia wynosiła 176 osób/km² (wśród 1815 gmin Dolnej Normandii Périers plasuje się na 74. miejscu pod względem liczby ludności, natomiast pod względem powierzchni na miejscu 255.).

## Współpraca
Miejscowości partnerskie:
- Bastogne, Belgia
- Miastko, Polska